# Mistran Odessa
Mistran Odessa (ukr. Футбольний клуб «Містран» Одеса, Futbolnyj Kłub "Mistran" Odesa) – ukraiński klub piłkarski z siedzibą w Odessie.

## Historia
Chronologia nazw:
- 1922: Mistran Odessa (ukr. «Містран» Одеса)
- 1935: klub rozwiązano

Piłkarska drużyna Mistran Odessa została założona w Odessie w 1922 roku i występowała w rozgrywkach lokalnych tego miasta. Od 1922 reprezentowała Gubernialny Oddział Związku Zawodowego Transportowców (robotników portowych). W 1935 została rozwiązana.

## Sukcesy
- mistrz Odessy: 1923 (wiosna), 1924 (wiosna), 1924 (jesień), 1926 (wiosna), 1926 (jesień).